# オットー・ウィフテルレ
オットー・ウィフテルレ（Otto Wichterle チェコ語発音: [ˈoto ˈvɪxtr̩lɛ]、1913年10月27日 - 1998年8月18日）は、チェコの化学者である。ソフトコンタクトレンズの発明で知られている。

## 生涯
父カレルは農機具工場と小さな自動車工場の共同経営者だった。オットーはそれを継がず、科学の道を選んだ。姉のハナ・ウィフテルロヴァは彫刻家である。
プロスチェヨフの高校を卒業後、チェコ工科大学の化学・技術学部で学び始めたが、医学にも興味を持っていた。1936年に大学を卒業した後も、そのまま大学に残った。1939年に化学に関する博士論文を提出したが、ナチス・ドイツの保護領体制により、以後の大学での活動が禁止された。そのため、ズリーンにあるトマーシュ・バチャの工場の研究所に移って研究を続けた。バチャの研究所で、ポリアミドやカプロラクタムなどのプラスチックの技術的な準備を主導した。1941年にウィフテルレの研究チームは、ポリアミドから繊維を作る方法を発明し、チェコ初の合成繊維「シロン」(silon) となった。この発明は、1938年にアメリカで発明されたナイロンの開発とは独立に行われた。ウィフテルレは1942年にゲシュタポに投獄されたが、数か月後に釈放された。
第二次世界大戦後、ウィフテルレは大学に戻り、有機化学を中心として研究を行い、一般化学や無機化学の教育に積極的に取り組んだ。無機化学の教科書を執筆したが、そのコンセプトは時代に先駆けたものであった。ドイツ語とチェコ語による有機化学の教科書も執筆した。1949年にプラスチックの技術で博士号を取得し、新しいプラスチック技術学部の設立に全力を注いだ。1952年にプラハで新設された化学技術研究所の所長に就任した。

## コンタクトレンズの開発
ウィフテルレは、生体と接し続けても問題のない素材を見つけるために、架橋性の親水性ゲル（ヒドロゲル）を合成する研究に専念していた。ウィフテルレは同僚のドラホスラフ・リムの協力により、最大40%の水を吸収し、適切な機械的特性を持ち、透明なヒドロゲルの作成に成功した。これがポリメタクリル酸ヒドロキシエチル(pHEMA) であり、1953年にリムと共同で特許を取得した。ウィフテルレはpHEMAがコンタクトレンズに適した素材ではないかと考え、ソフトコンタクトレンズに関する最初の特許を取得した。1954年に、この素材が初めて眼窩インプラントとして使用された。1957年にウィフテルレは、ポリスチレン製の型から約100枚のソフトレンズを製造したが、型からレンズを外すときに縁が裂けたり破れたりし、また、手作業による最終的な仕上げを必要とした。ウィフテルレはコンタクトレンズの改良のための研究を続けていたが、1958年の共産主義者による政治的粛清により、ウィフテルレをはじめとする研究者は化学技術研究所を去ることになった。
1957年にプラハで開催された「高分子化学に関する国際シンポジウム」を機に、チェコスロバキアの指導者は、国家的な合成ポリマーの研究センターを設立する必要性を強く感じた。1958年、チェコスロバキア科学アカデミーの高分子化学研究所が設立され、ウィフテルレがその所長に就任した。当時、研究所の建物は建設中であったため、ウィフテルレは自宅で、ヒドロゲルをコンタクトレンズに適した形状にするための実験を行った。

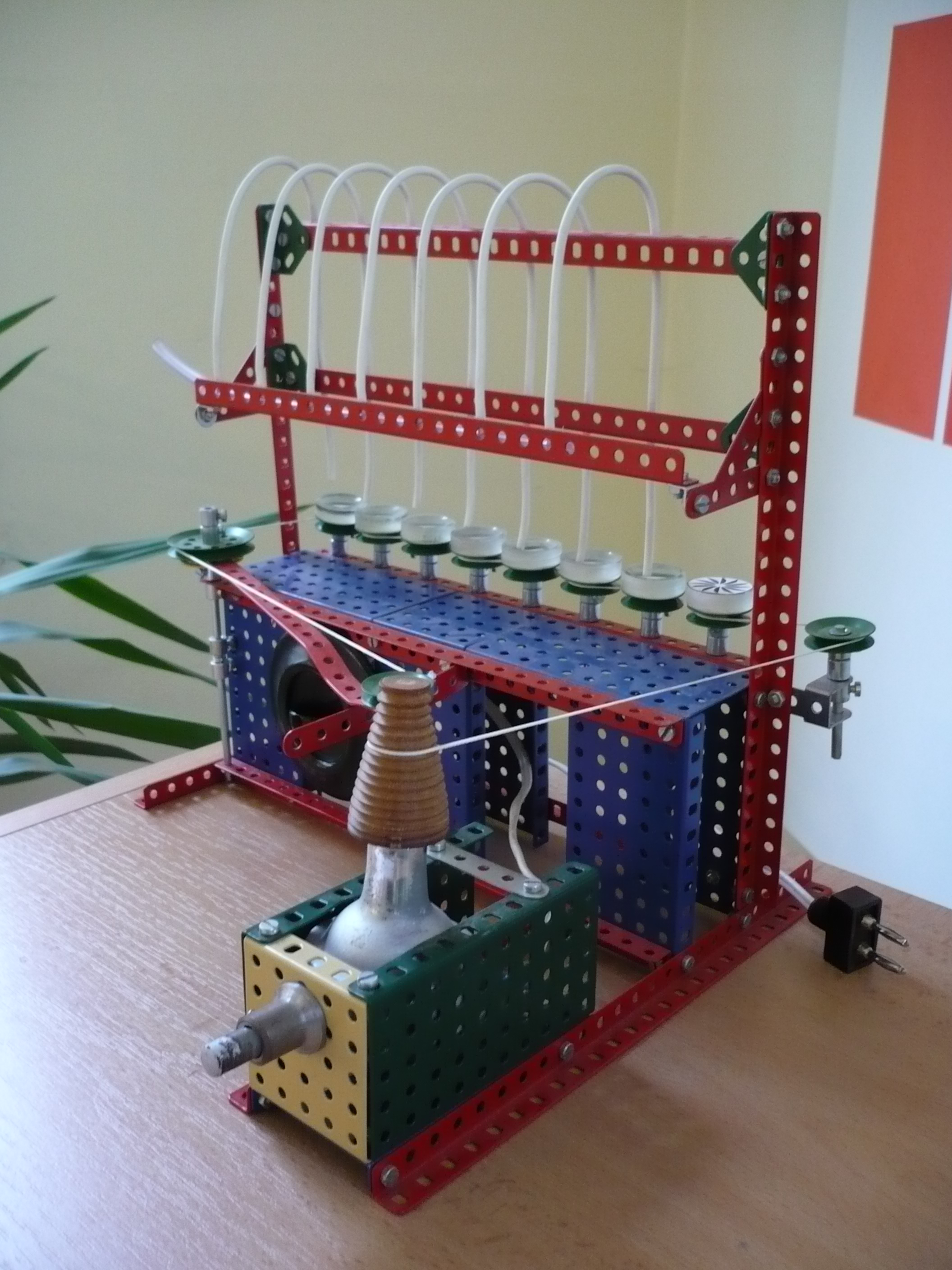
メルクールで作成したコンタクトレンズの遠心成型用装置

1961年のクリスマスの午後、ウィフテルレは、子供向けの組み立てキット（メルクール）、息子の自転車についていたライト用の発電機、ベル用変圧器を使った自作の装置で、ヒドロゲルコンタクトレンズの製造に成功した。この装置では、材料を注入するための型やガラス管も全て自作した。自宅の台所に置いた装置で作成したレンズを自分の目に装着し、問題がないことを確認した。この試作機による製法を遠心成型法としてまとめ、数日後に特許申請書を書き上げた。一度に製造できる数を増やすため、蓄音機から取り出したより強力なモーターを使用し、メルクールを使っていくつかの新しい機械を試作した。この初歩的な装置を使って、1962年の最初の4か月間に、ウィフテルレは妻のリンダと共に5,500枚のレンズを作った。初期の実験用レンズは「ゲルタクト」(Geltakt) と呼ばれ、後期の量産型レンズは、製造した国営企業SPOFAの名をとって「スポファレンズ」(Spofalens) と呼ばれた。
1965年、 National Patent Development(NPD)がアメリカでのソフトコンタクトレンズの製造権を取得し、サブライセンスを受けたボシュロムが製造を開始した。1977年、Continuous Curve Contact Lensesなどが特許侵害訴訟を起こした。1977年5月、チェコスロバキア科学アカデミーは、裁判に負けた場合の責任を回避するためにコンタクトレンズに関する特許を売却した。特許侵害訴訟は、1983年にウィフテルレとNPDが勝訴した。

## その他の功績
ウィフテルレは、コンタクトレンズの功績だけでなく、国際純正・応用化学連合 (IUPAC) をはじめとする国際的な組織での活動によって、国外にもその名を知られるようになった。1957年と1965年に開催されたプラハでのシンポジウムの準備に参加し、参加者から高い評価を得た。
ウィフテルレは、有機化学、無機化学、高分子化学、生物医学材料の分野で研究を行い、数冊の書籍を著した。有機合成、重合、繊維、生物医学材料の合成と成形、生物医学製品に関連する製造方法と測定装置に関する数多くの特許を取得した。生涯に約180件の特許を取得し、200以上の出版物を著述または共著した。ウィフテルレは、「純粋科学」と「応用科学」の区別なく、可能な限りの手段を用いて社会とその要求に応えるべきであると考えていた。
1968年のプラハの春に始まる民主化プロセスの継続を求める文書「二千語宣言」に署名したことで、1970年に再び研究所から追放された。政権は、ウィフテルレを様々な役職から外し、主に国外との連絡を絶って研究を困難にし、授業の機会を制限した。この状況は1989年のビロード革命の頃まで続いた。その後はチェコスロバキア科学アカデミーの会長を務め、1990年にチェコとスロバキアが分離した後はチェコ科学アカデミーの名誉会長となった。また、国外の多くの科学アカデミーの会員であり、多くの賞を受賞し、複数の大学から名誉博士号を授与されている。
1993年、小惑星3899番がウィフテルレに因んで命名された。